# Машталка, Йиржи
Йиржи Машталка (чеш. Jiří Maštálka, родился 3 января 1955 в Сушице) — чехословацкий врач-кардиолог и политик, депутат Европейского парламента (с 2004) от Коммунистической партии Чехии и Моравии, в прошлом депутат Федерального Собрания Чехословакии и Палаты депутатов Парламента Чешской Республики.

## Биография

### Образование
Родился 3 января 1955 года в Сушице (Пльзеньский край). Учился в гимназии Евичко. Окончил Волгоградский государственный медицинский институт в 1980 году и Киевский медицинский институт в 1982 году. Работал в кардиологическом отделении клиники внутренних болезней Пльзеньской факультетской больницы. В 1984 году сдал экзамен по медицине внутренних болезней, в 1989 году — по кардиологии. Участвовал во множестве профессиональных исследований в области неинвазивной кардиологии, в том числе эхокардиологии. С 1990 года стал врачом частной больницы Пльзеня.

### Личная жизнь
Женат, есть двое детей. Владеет английским и русским языками.

### Политическая карьера
В феврале 1990 года Машталка участвовал в процессе кооптации Федерального Собрания после Бархатной Революции, в выборах в Народную палату (41-й избирательный округ, Пльзень, Западная Чехия) от Коммунистической партии Чехословакии. На выборах 1990 года он стал депутатом Народной палаты Федерального Собрания от Коммунистической партии Чехии и Моравии, сохранив мандат депутата в 1992 году и оставаясь в Парламенте до распада Чехословакии.
В 1992—2002 годах он работал председателем Пльзеньского горкома Коммунистической партии Чехии и Моравии. С 1993 года член ЦК КПЧМ и член горсовета Пльзеня. На выборах 1996 года избран в Палату депутатов Парламента Чешской Республики от КПЧМ, переизбирался в 1998 и 2002 годах, оставаясь в Парламенте до 2004 года. В теневом Правительстве КПЧМ занимает должность министра по делам европейской политики и Евросоюза.

### Европарламент

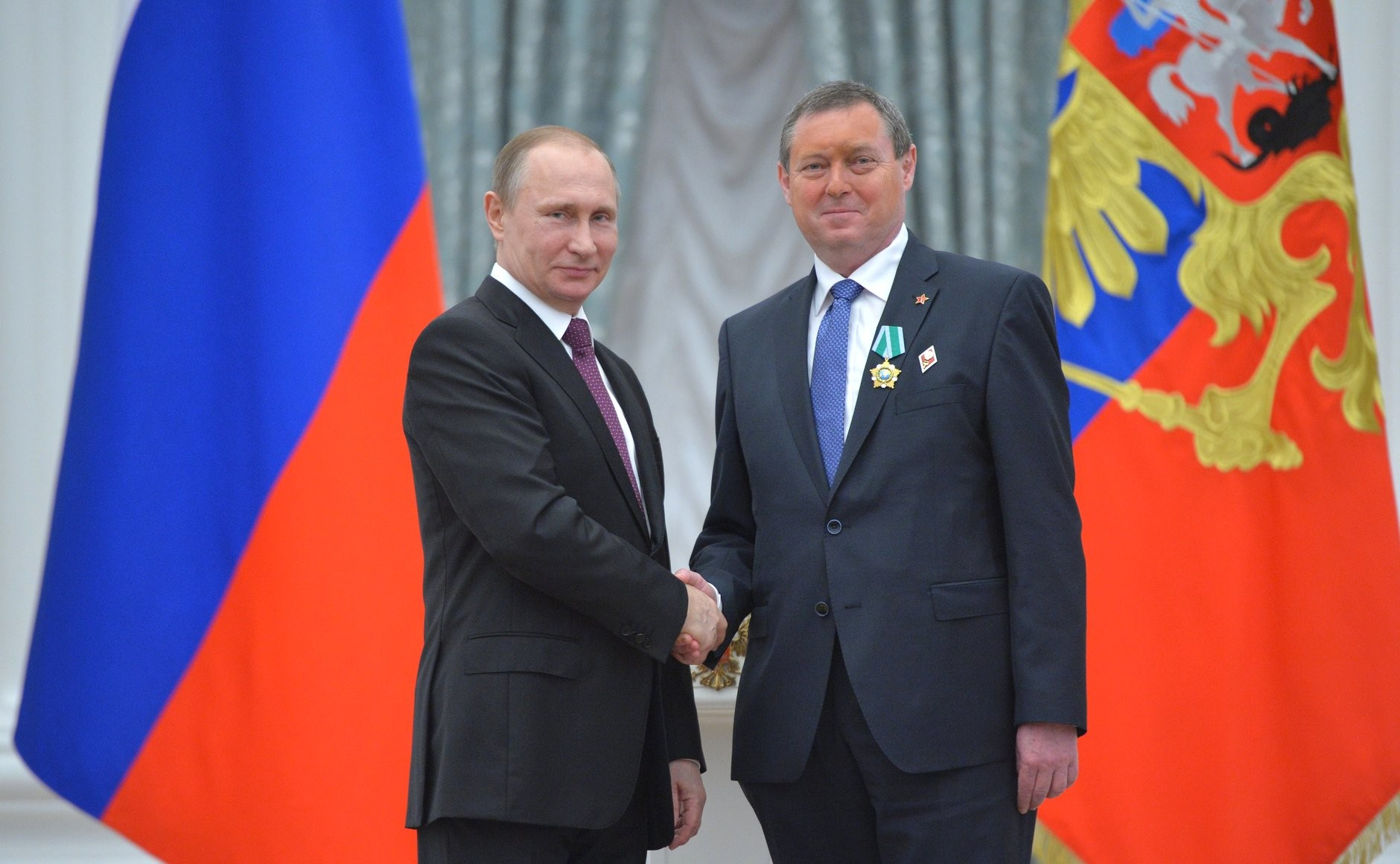
Церемония награждения Орденом Дружбы. Москва, Кремль, 10 марта 2016 года

В 2004 году Машталка был избран в Европарламент. Состоял во фракции Европейских объединённых левых и Лево-зелёных Севера, был членом Комитета по занятости и социальным вопросам, а также членом Комитета по защите окружающей среды и вопросам здравоохранения, делегации по сотрудничеству с Китаем и республикой Молдова. Сохранил свой мандат в 2009 году на выборах в Европарламент в Чехии. и был назначен в Комитет по правовым вопросам и работал казначеем (квестором). В 2014 году на выборах в Европарламент занял 2-е место в голосовании от КПЧМ, а на общих выборах получил 11525 голосов, занял 3-е место и был избран снова в Европарламент. В настоящее время член Комитета по вопросам внутреннего рынка и защиты прав потребителей и Комитета по правовым вопросам.
В 2018 году Йиржи Машталка на свои средства отреставрировал памятник 5 красноармейцам, погибшим в мае 1945 года на территории Чехии. Памятник торжественно открыт 15 апреля 2018 года в посёлке Кленчи-под-Черховем Пльзеньского края Чешской Республики.

## Награды
- Орден Дружбы (29 января 2016 года, Россия) — за большой вклад в укрепление дружбы и сотрудничества с Российской Федерацией, развитие торгово-экономических и научных связей, сохранение и популяризацию русского языка и культуры за рубежом[12].[13][14]

## Цитаты
- «В моих глазах Россия никогда не была „злым медведем“. Я жил здесь, я знаю русских и понимаю, что это не так. Просто есть те, кто пользуется этим приемом, создавая отрицательный образ. Однако вряд ли большинство граждан, живущих в Европе, так считает»[15].